# شهرستان میتان
شهرستان میتان (به لاتین: Meitan County) یک منطقهٔ مسکونی در چین است که در زونیای واقع شده‌است. شهرستان میتان ۱٬۸۶۴ کیلومتر مربع مساحت و ۴۸۰٬۰۰۰ نفر جمعیت دارد.